# Vic Flick
Victor Harold Flick (Worcester Park, 14 mei 1937 – Los Angeles, 14 november 2024) was een Britse gitarist, bekend door het spelen van de gitaarriff in het James Bond Theme.

## Carrière
Eind jaren 1950 voegde Flick zich bij The John Barry Seven en zijn eerste compositie voor de band was Zapata. Met hen speelde hij de gitaarriff voor het thema van de populaire tv-show Juke Box Jury en trad hij op tijdens iedere aflevering van de BBC-serie Drumbeat. Op de Dr. No-soundtrack was hij leadgitarist bij het nummer James Bond Theme. Flick ging verder met zijn medewerking aan de James Bond-soundtracks van de jaren 1960 tot eind jaren 1980.
Los van zijn vroege werk tijdens de jaren 1960 werkte hij als leadgitarist bij The John Barry Seven. Flick was een sessiespeler, aanwezig op veel vroege Britse popopnamen van de jaren 1960. Flick was lid van het George Martin Orchestra en werkte mee aan de soundtrack van de film A Hard Day's Night, spelende op zijn witte Fender Stratocaster op Ringo's Theme (This Boy).
Hij heeft gewerkt met veel populaire artiesten, waaronder Herman's Hermits, Nancy Sinatra, Dusty Springfield, Tom Jones, Cliff Richard, Paul McCartney, Engelbert Humperdinck, Lulu, Shirley Bassey, Burt Bacharach, Petula Clark, Sandie Shaw, Crispian St. Peters, Hank Marvin, Eric Clapton, Jimmy Page, John Williams, Mark Wirtz, John Schroeder, Don Partridge, Typically Tropical en Don Lusher. Een van Flicks legendarische gitaren, een Clifford Essex Paragon De Luxe, waarop hij het originele James Bond Theme speelde, werd tentoongesteld in de Rock and Roll Hall of Fame in Cleveland.
Hij bespeelde de 12-snarige gitaar bij de nummer 1-hit A World Without Love (1964) van Peter & Gordon. In 1965 contracteerde Sir George Martin Vic Flick en de meeste oorspronkelijke Goldfinger-muzikanten om de James Bond-muziek te leveren voor de soundtrack van de Beatles-film Help!. Flick werkte ook samen met 'Merchant Ivory Productions' als componist/arrangeur voor Autobiography of a Princess (1975), The Europeans (1979), Quartet (1981) en Heat and Dust (1983). In 1999 werkte hij met componist Nic Raine, speelde hij in de achtergrond bij het Prague Philharmonic Orchestra en op het James Bond tributealbum Bond Back in Action. In 2003 nam hij het album James Bond Now op, met nummers van James Bond-soundtracks en nieuwe composities. In 2005 speelde hij op de soundtrack van de From Russia With Love videogame van Electronic Arts.
In 2008 werd zijn autobiografie Vic Flick Guitarman: From James Bond to The Beatles and Beyond (ISBN 978-1593933081) gepubliceerd bij 'Bearmanor Media'.
In oktober 2005 werd Vic Flick onderscheiden door de Academy of Motion Pictures Arts and Sciences voor The Music of Bond: The First 50 Years. Hij speelde het James Bond Theme op zijn Clifford Essex Paragon De Luxe “James Bond” Guitar uit 1939 voor een live publiek. Hij werd ook op het podium geïnterviewd door John Burlingame, een schrijver over het onderwerp muziek voor film en televisie.
Hij werd in 2013 geëerd met de Lifetime Achievement Award door The National Guitar Museum voor zijn aandeel aan de geschiedenis van de gitaar. Hij was de vierde ontvanger van deze jaarlijkse award.
Flick trad in 2013 op in de aflevering No Shirt, No Shoes, No Service van de History Channel-show Pawn Stars. Hier bood hij zijn Fender Stratocaster ter verkoop aan bij winkeleigenaar Rick Harrison, die na overleg met Jesse Amorose, een prijs vaststelde van $55.000 voor de gitaar. De gitaar werd tijdens een veiling in 2014 geveild voor $25.000.
Flick overleed op 14 november 2024 op 87-jarige leeftijd aan de ziekte van Alzheimer.

## Discografie
- 1968: West of Windward
- 1999: Bond Back in Action
- 2003: James Bond Now

- Bibliothèque nationale de France: cb140980088 (data)
- International Standard Name Identifier: 0000 0000 0881 8035
- Library of Congress Control Number: n85129532
- MusicBrainz: 9a6bf351-f1df-4891-b0bf-5760096b925b
- Virtual International Authority File: 217467
- WorldCat: E39PBJjRVDVC6cTJFtpTtpCmh3